# محمد بن يوسف الوراق
محمد بن يوسف أبو عبد الله الوراق مؤرخ وجغرافي ونسابة أندلسي عاش في القرن العاشر للميلاد. ولد عام 904م في وادي الحجارة في الأندلس، ثم انتقل إلى القيروان وترعرع فيها، وتوفي في قرطبة عام 973م. كان ذا حظوة كبيرة لدى  المستنصر ثاني الخلفاء الأمويين في الأندلس. وقد ألف له كتابا ضخما في جغرافية المغرب أسماه «أفريقية وممالكها» وألف كتبا متعددة في أخبار ملوكها وحروبهم وتاليف في أخبار تاهرت ووهران وتنس وسجلماسة وغيرها. اعتمد عليه أبو عبد الله البكري فيما كتبه عنها. وللوراق أيضا رسائل صغيرة ولكن عظيمة القيمة عن بعض بلاد أفريقيا احتفظ لنا بقطع منها المؤرخ ابن عذاري المراكشي.